# ان‌جی‌سی ۲۲۰۲
ان‌جی‌سی ۲۲۰۲ (انگلیسی: NGC 2202) یک خوشه باز در صورت فلکی شکارچی است. این جسم در سال ۱۸۲۵ توسط ستاره شناس آلمانی-روسی فریدریش گئورگ ویلهلم فون اشترووه کشف شد.